# Transnacjonalizm
Transnacjonalizm – zjawisko społeczne wynikające z rosnącej współzależności między ludźmi oraz malejącego znaczenia gospodarczego i społecznego granic między państwami narodowymi. Transnacjonalizm charakteryzuje się przepływem kapitału z krajów z jego względnym nadmiarem w stosunku do krajów, w których jest on deficytowy, ale istnieją inne czynniki produkcji (praca, ziemia, minerały), których nie można racjonalnie wykorzystać w reprodukcji z powodu braku kapitału.
Termin Trans-National został spopularyzowany na początku XX wieku przez pisarza Randolpha Bourne'a, aby opisać nowy sposób myślenia o relacjach między kulturami. Jednak sam termin został wymyślony przez kolegę na studiach. Po raz pierwszy termin transnarodowy został użyty w słowniku Merriam-Webster w 1921r.
Zjawisko transnarodowości można uznać za nowy fenomen naszych czasów w sensie wysokiej intensywności wymiany, ponadnarodowych modeli powiązań, wielorakości form aktywności i ponadgranicznych kontaktów. W warunkach transnarodowych następuje transgresja granic modernistycznego państwa narodowego wraz z przypisanym mu modelem tożsamości zbiorowej i celebracja przyjemności czerpanej z różnorodności. Paradygmat transnarodowości pozwala na prowadzenie wielomodelowego stylu życia, opartego na rozbudowanej sieci ponadgranicznych powiązań. Jednostki, grupy, instytucje i państwa współdziałają ze sobą w nowej globalnej przestrzeni, w której kulturowe i polityczne cechy charakterystyczne dla społeczeństw narodowych są połączone z powstającymi działaniami wielopoziomowymi i międzynarodowymi. Transnacjonalizm jest częścią procesu globalizacji kapitalistycznej. Pojęcie transnacjonalizmu odnosi się do wielu powiązań i interakcji łączących ludzi i instytucje ponad granicami państw narodowych.

## Transnacjonalizm a internacjonalizm
Należy dokładnie rozważyć rozróżnienie między transnacjonalizmem i internacjonalizmem: internacjonalizm oznacza działania między państwami / podmiotami państwowymi, transnacjonalizm oznacza działania podmiotów niepaństwowych.
Transnacjonalizm jest jakościowo nowym etapem internacjonalizacji życia gospodarczego, charakteryzujący się gwałtownym wzrostem roli zewnętrznych czynników rozwoju wszystkich państw i tworzenia kapitału transnarodowego.

## Migracje transnarodowe
Transnacjonalizm ma znaczący wpływ na sposób, w jaki pojmujemy migracje. Tradycyjnie migracje były postrzegane jako proces autonomiczny, napędzany warunkami takimi jak ubóstwo i przeludnienie w kraju pochodzenia i niezwiązany z warunkami (takimi jak polityka zagraniczna i potrzeby gospodarcze) w kraju przyjmującym. Mimo że przeludnienie, stagnacja gospodarcza i ubóstwo nadal powodują presję migracyjną, same w sobie nie wystarczą, aby wytworzyć duże międzynarodowe przepływy migracyjne. Obecnie, na skutek stałego balansowania pomiędzy krajem pochodzenia a krajem nowego zamieszkania, kształtuje się transnarodowa przestrzeń społeczna, w której stale cyrkulują transmigranci. Kiedy transmigranci angażują się w działalność transnarodową, tworzą pola społeczne, które łączą ich pierwotny kraj z nowym krajem lub krajami zamieszkania. Te pola społeczne są wynikiem szeregu powiązanych i nakładających się działań gospodarczych, politycznych i społeczno-kulturowych.

## Transnarodowa działalność gospodarcza
Transnacjonalizm jako proces gospodarczy polega na globalnej reorganizacji procesu produkcyjnego, w którym etapy produkcji dowolnego produktu mogą wystąpić w różnych krajach, zazwyczaj w celu minimalizacji kosztów. Korporacje ponadnarodowe mogą być postrzegane jako forma transnacjonalizmu, ponieważ starają się minimalizować koszty, a tym samym maksymalizować zyski, organizując swoją działalność w sposób najbardziej efektywny, niezależnie od granic politycznych.
Transnarodowe działania gospodarcze, takie jak inwestycje przedsiębiorstw w krajach macierzystych i przekazy pieniężne są wszechobecne i dobrze udokumentowane. Międzyamerykański Bank Rozwoju (IDB) szacuje, że w 2006 r. imigranci mieszkający w krajach rozwiniętych odesłali do domu 300 miliardów dolarów, co stanowi kwotę ponad dwukrotnie większą od pomocy międzynarodowej. Ten intensywny napływ zasobów może oznaczać, że dla niektórych narodów perspektywy rozwoju stają się nierozerwalnie związane - o ile nie są zależne od działalności gospodarczej ich diaspor.

### Kapitalizm transnarodowy
Zwolennicy kapitalizmu transnarodowego dążą do ułatwienia przepływu ludzi, idei i towarów między regionami. Uważają, że ma to coraz większe znaczenie w związku z szybkim wzrostem kapitalistycznej globalizacji. Twierdzą także, że nie ma sensu łączyć konkretnych granic państw narodowych z, na przykład, migracyjną siłą roboczą, globalnymi korporacjami, globalnym przepływem pieniędzy i informacji i globalną współpracą naukową. Jednak krytyczne teorie transnacjonalizmu dowodzą, że transnarodowy kapitalizm pojawił się poprzez rosnącą monopolizację i centralizację kapitału przez wiodące grupy dominujące w światowej gospodarce i różne bloki władzy. Naukowcy krytycznie nastawieni wobec globalnego kapitalizmu (i jego globalnych kryzysów ekologicznych i nierówności), opowiedzieli się za oddolnym transnacjonalizmem pomiędzy robotnikami i spółdzielniami, a także ruchami społecznymi i politycznymi.

## Transnarodowa działalność polityczna
Transnarodowe działania polityczne mogą obejmować zarówno zachowanie członkostwa w partiach politycznych w kraju pochodzenia i głosowanie w wyborach, a nawet kandydowanie na stanowiska polityczne. Mniej formalne, ale wciąż znaczące role obejmują przekazywanie lub rozpowszechnianie idei i norm politycznych, takich jak publikowanie artykułów w krajowej gazecie lub lobbowanie na rzecz lokalnego urzędnika.

## Transnarodowa działalność społeczno-kulturowa
Transnacjonalizm jest obiektem analitycznym używanym do rozumienia populacji migrantów i mniejszości jako spotkania wielu równoległych historii. Transnarodowe działania społeczno-kulturowe obejmują szeroki zakres transakcji społecznych i kulturowych, w ramach których następuje wymiana idei. Najnowsze badania pozwoliły ustalić koncepcję i znaczenie przekazów socjalnych, które stanowią odrębną formę kapitału społecznego między migrantami mieszkającymi za granicą a osobami pozostającymi w domu. Te transfery społeczno-kulturowych znaczeń i praktyk mają miejsce albo podczas zwiększonej liczby wizyt, które migranci podejmują z powrotem do swoich krajów ojczystych, albo podczas wizyt osób nie będących migrantami u przyjaciół i rodzin mieszkających w krajach przyjmujących, albo poprzez formy korespondencji, takie jak jako e-maile, rozmowy telefoniczne, płyty CD / VDO i tradycyjne listy.